# 森田ヤエ子
森田 ヤエ子（もりた ヤエこ、1927年 - 2004年5月25日）は、日本の詩人・作詞家。

## 来歴
新潟県出身。福岡県山田市で炭鉱会社に勤務する傍ら、数々の労働歌の作詞を手掛ける。「がんばろう」「この勝利ひびけとどろけ」など戦後日本を代表する運動歌は、同じく筑豊が生んだ労働者作曲家・荒木栄とのコンビで生まれた。また三池闘争のなかで結ばれた二人への祝婚歌として書かれた「花をおくろう」（荒木栄作曲）は、共産党員の結婚式でいまでも歌われている。
1996年ごろから入退院を繰り返す。2004年5月25日、敗血症により、飯塚市の病院で死去した。
著書に『この勝利ひびけとどろけ―荒木栄の生涯』（大月書店、1983年）がある。